# El Eternauta (serie de televisión)
El Eternauta es una serie web argentina original de Netflix de ciencia ficción dramática. Se trata de una adaptación de la clásica y celebrada historieta El Eternauta, publicada por primera vez en 1957 y creada por Héctor Germán Oesterheld y Francisco Solano López. Está protagonizada por Ricardo Darín, Carla Peterson, el uruguayo César Troncoso, Andrea Pietra, Ariel Staltari, Marcelo Subiotto y Claudio Martínez Bel. La serie se estrenó el 30 de abril de 2025, bajo la dirección de Bruno Stagnaro y la supervisión de uno de los nietos de Héctor Oesterheld.
En mayo de 2025, Netflix renovó la serie para una segunda temporada.

## Sinopsis
La serie cuenta la historia de una invasión alienígena a la Tierra, la cual utiliza una tormenta de nieve tóxica para aniquilar a la mayor parte de la población. En Buenos Aires se genera una resistencia a la invasión, encabezada por Juan Salvo, veterano de la guerra de Malvinas, su amigo de la infancia Alfredo Favalli, y distintos personajes que aportan su valor humano para la supervivencia colectiva.

## Reparto

### Principal
- Ricardo Darín como Juan Salvo, protagonista principal, al comienzo busca a su hija Clara (Martita en los cómics)
- Carla Peterson como Elena, esposa de Juan (Episodio 2 - Episodio 6)
- César Troncoso como Alfredo «Tano» Favalli, mejor amigo de Juan, sobreviviente
- Andrea Pietra como Ana, esposa de Favalli
- Ariel Staltari como Omar, sobreviviente
- Marcelo Subiotto como Lucas Herbert, mejor amigo de Omar, Juan, y Favalli

### Secundario
- Claudio Martínez Bel como Ruso Polsky (Episodio 1)
- Mora Fisz como Clara Salvo (Episodio 1; Episodio 4 - Episodio 6)
- Orianna Cárdenas como Ingrid «Inga»
- Aron Park como Pablo (Episodio 3 - Episodio 6)
- Gabriel Fernández como Roberto (Episodio 3; Episodio 5 - Episodio 6)
- Thiago Uriel Aguiar como Jorgito (Episodio 4 - Episodio 6)
- Raúl Esteban Gigena como Raúl (Episodio 4 - Episodio 6)
- Charly Velasco como Bob (Episodio 4 - Episodio 6)
- Claudia Vivian Schijman como Claudia (Episodio 4 - Episodio 6)
- Paloma Alba como "Pecas" (Episodio 4 - Episodio 6)
- Byron Barbieri como Tony (Episodio 4 - Episodio 6)

### Participaciones
- Ernestina Gatti como Tati (Episodio 1)
- Mercedes Barranus como Loli (Episodio 1)
- Ricardo Federico García como Rengo (Episodio 1; Episodio 4)
- Fabio Taphanel como Vicente (Episodio 1)
- Mario Vidal como Alessio (Episodio 1)
- Ramiro Vayo como Ramiro (Episodio 2)
- Mercedes Moltedo como Paula (Episodio 2)
- Bianca Oliveti como Chica del vagón/robot (Episodio 2; Episodio 6)
- Andrea Strenitz como Zulma (Episodio 2)
- Agustín Chenaut como Gerardo (Episodio 2)
- Diego Julio como Rubén (Episodio 2)
- Graciela Cravino como Susana (Episodio 2)
- Carlos March como Charly (Episodio 2)
- Marcelo Xicarts como Oscar (Episodio 2)
- Jesús Miseli como George (Episodio 3)
- Guillermo Jacubowicz como Benito (Episodio 3; Episodio 5)
- Lautaro Murúa como Horacio (Episodio 3; Episodio 5)
- Joaquín Acebo como Micky (Episodio 4 - Episodio 5)
- Corina Romero como Rita (Episodio 4)
- Daniela Pal como Adriana (Episodio 5 - Episodio 6)
- Pablo Cernadas como Juanca (Episodio 5)
- Mora Recalde como Caro (Episodio 5)
- Abel Edgardo Ledesma como Alberto (Episodio 5)
- Jorge Sesán como Franco (Episodio 5 - Episodio 6)
- Dante "Negro Pablo" Mastropierro como Grandote (Episodio 5 - Episodio 6)
- Alejandro Sosa como Suruka (Episodio 6)
- Leandro Sandonato como Ruperto Mosca (Episodio 6)

## Episodios
| N.º | Título                | Dirigido por   | Escrito por                                           | Fecha de lanzamiento original |
| --- | --------------------- | -------------- | ----------------------------------------------------- | ----------------------------- |
| 1   | «Noche de truco»      | Bruno Stagnaro | Bruno Stagnaro & Ariel Staltari & Gabriel Stagnaro    | 30 de abril de 2025           |
| 2   | «Salgan al sol»       | Bruno Stagnaro | Bruno Stagnaro & Ariel Staltari & Gabriel Stagnaro    | 30 de abril de 2025           |
| 3   | «El magnetismo»       | Bruno Stagnaro | Bruno Stagnaro & Ariel Staltari                       | 30 de abril de 2025           |
| 4   | «Credo»               | Bruno Stagnaro | Bruno Stagnaro, Ariel Staltari & Martín Wain          | 30 de abril de 2025           |
| 5   | «Paisaje»             | Bruno Stagnaro | Bruno Stagnaro & Ariel Staltari                       | 30 de abril de 2025           |
| 6   | «Jugo de tomate frío» | Bruno Stagnaro | Bruno Stagnaro, Ariel Staltari & María Alicia Garcias | 30 de abril de 2025           |

## Producción

### Desarrollo
Los planes de adaptar la historieta comenzaron en 1998 con una película dirigida por Adolfo Aristarain, sin embargo, su realización no se concretó a causa de los problemas de derecho de autor y la falta de presupuesto económico. En 2008, la directora Lucrecia Martel fue convocada para adaptar nuevamente la historia al cine, pero los productores decidieron no seguir adelante con el proyecto. En febrero de 2020, se informó de que Netflix había adquirido los derechos de la historieta El Eternauta de Héctor Oesterheld y Francisco Solano López para adaptarla en formato serie. Por otra parte, se anunció que Bruno Stagnaro sería el director, mientras que K&S Films sería la empresa responsable de producirla. No obstante, los planes de producción se vieron retrasados por la pandemia a causa del covid-19, como así también su estreno que estaba previsto entre 2021 y 2022.
El proyecto se reactivó en 2023 con el anuncio del rodaje de la serie, confirmándose que la primera temporada constaría de seis episodios escritos por Stagnaro y Ariel Staltari. Además, Hugo Sigman, Matías Mosteirín, Leticia Cristi y Diego Copello fueron confirmados como productores, mientras que Martín Mórtola Oesterheld, nieto del autor y guionista de la obra original, fue convocado como consultor creativo.

### Casting
El 24 de abril de 2023, se confirmó que Ricardo Darín protagonizaría la serie en el papel de Juan Salvo. El 12 de mayo de ese mismo año, se reveló que el resto del elenco estaba integrado por Carla Peterson, César Troncoso, Andrea Pietra, Ariel Staltari, Marcelo Subiotto, Claudio Martínez Bel, Orianna Cárdenas y Mora Fisz.

### Rodaje
La fotografía principal de la serie inició a mediados de mayo de 2023 en Buenos Aires y finalizó en diciembre de ese mismo año, completando un total de ocho meses de rodaje.

## Recepción

### Comentarios de la crítica
En el sitio web del agregador de reseñas Rotten Tomatoes, la serie tiene un índice de aprobación del 96% basado en veintitrés reseñas. Por su parte, el agregador Metacritic calificó la recepción crítica como «generalmente favorable», basándose en un promedio ponderado de 72 puntos sobre 100, calculado a partir de cuatro reseñas.
En una reseña para The New York Times, Mike Hale calificó a la serie como una producción «más que respetable (...) no está mal» y elogió el talento de Stagnaro como director diciendo que «ha hecho un trabajo muy meritorio. Junto a su director de fotografía, Gastón Girod, dan a los paisajes urbanos nevados llenos de cadáveres y vehículos muertos una belleza silenciosa». Además, agregó que Stagnaro «ha tomado una historia sobre un pequeño grupo de personas, cada una con unas cuantas peculiaridades de personalidad, y ha añadido capa sobre capa de detalles melodramáticos y misteriosos, “humanizando” a los personajes, lo que significa convertir una historia de acción y terror ligeramente kitsch con un trasfondo filosófico en algo que es al menos un 50 por ciento una telenovela de buen gusto». También alude a que «la estrella argentina Ricardo Darín, quien interpreta a Juan Salvo, líder de los supervivientes (...) Lo hace muy bien».

### Premios y nominaciones
| Premio                                | Fecha del evento     | Categoría                          | Receptor      | Resultado | Ref.   |
| ------------------------------------- | -------------------- | ---------------------------------- | ------------- | --------- | ------ |
| Premio Internacional de Drama de Seúl | 2 de octubre de 2025 | Mejor miniserie                    | El Eternauta  | Pendiente | [ 23 ] |
| Premios SEC                           | 3 de agosto de 2025  | Serie del año                      | El Eternauta  | Nominado  | [ 24 ] |
| Premios SEC                           | 3 de agosto de 2025  | Mejor actor en serie internacional | Ricardo Darín | Nominado  | [ 24 ] |

## Principales diferencias con la obra original
- El salto temporal: Según la historieta, los hechos relacionados con la invasión extraterrestre se producen en 1963 (siglo XX). Mientras que, en la serie, los hechos se desarrollan en la actualidad de los años 2020 del siglo XXI.
- La presencia del Eternauta: En el cómic, el Eternauta aparece mágicamente (en el sexto cuadrito) en la casa de un guionista de historietas, y, después de presentarse a sí mismo como un "navegante del tiempo", comienza a narrarle la aventura que le había tocado vivir en 1963, y de cómo, él y sus amigos, le habían hecho frente a una agresiva invasión extraterrestre en Buenos Aires. En la serie, esta escena no ha sido incluida.
- La edad de Juan Salvo: En el cómic, el protagonista principal tiene alrededor de 40 años; mientras que en la serie el personaje de Ricardo Darín supera los 60 años.
- Las Malvinas: En la serie se añade el trasfondo de la Guerra de Malvinas, con el protagonista siendo un excombatiente, situación que no existe en la obra original, ya que la guerra aún no se había producido en esa época.
- El papel de Elena: En el cómic, la esposa de Juan Salvo tiene un papel menor, apareciendo poco en la trama; en la serie, el personaje de Carla Peterson es su exesposa y su papel es muy importante.
- Su hija Martita: En la historieta es una niña, tiene un papel menor y se mantiene mayormente en su hogar; en la serie, cambia de nombre por Clara, una adolescente de 17 años aproximadamente y su búsqueda es el eje de la trama del protagonista.
- Nuevos protagonistas: Los personajes de Omar (Ariel Staltari), Inga (Orianna Cárdenas), Ana (Andrea Pietra) y Pecas (Paloma Alba), entre otros, son inventados exclusivamente para la serie.
- El poder de los manos: en el cómic, los manos controlan a la gente mediante el "teledirector", un dispositivo electrónico capaz de controlar la mente. En la serie, se ve que estos pueden hacerlo por su propia cuenta, siendo un poder propio de la raza.